# Afrika Korps
El Afrika Korps o Cuerpo Africano Alemán (en alemán: Deutsches Afrikakorps, DAK, pronunciado /ˈdɔɪ̯t͡ʃəs ˈaːfʁikaˌkoːɐ̯/ (escucharⓘ)) fue una fuerza militar de la Alemania nazi enviada al norte de África en 1941 como respaldo de las tropas italianas que estaban siendo derrotadas por los británicos durante la Segunda Guerra Mundial. Sus comandantes fueron Erwin Rommel y Hans-Jürgen von Arnim.
Tras una serie de victorias, finalmente fueron derrotados en la Segunda Batalla de El Alamein (del 23 de octubre al 3 de noviembre de 1942) por las tropas británicas comandadas por el general Bernard Law Montgomery.

## Escenario bélico: África

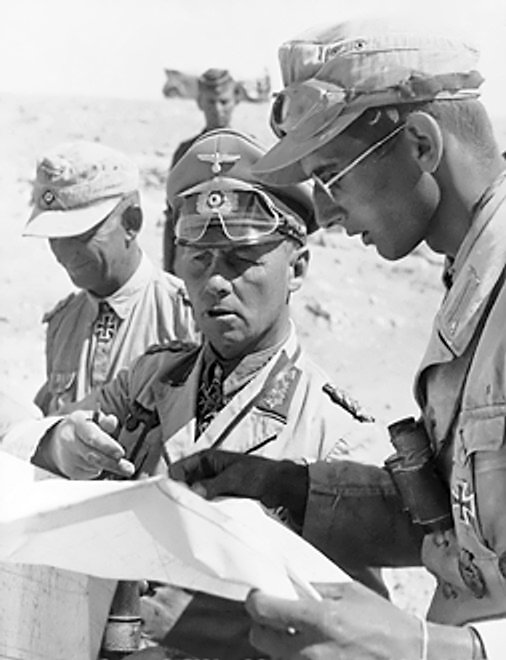
Erwin Rommel, comandante del Deutsches Afrikakorps en el Norte de África.

El norte de África ofrecía una zona de combate inmensa, pues el desierto de Libia se extendía a lo largo de miles de kilómetros de arena hasta Egipto, sin prácticamente obstáculos. Este casi ilimitado escenario permitía a las fuerzas mecanizadas poner en práctica combate mediante maniobras operacionales de gran movilidad, liberados de colinas, poblaciones o puntos en los que establecer un fuerte bloqueo.
La franja de mar que separaba África de Italia era corta pero no estaba exenta de grandes peligros, tanto por aire como por agua, gracias a una efectiva fuerza aeronaval permanente en el Mediterráneo que los británicos no dejaban de alimentar para evitar la expansión del Eje en África. A este peligro había que añadir la presencia colonial de los británicos en Malta.

## Antecedentes y primeros pasos
La toma de Grecia había debilitado también la posición británica en el norte de África. El 12 de febrero de 1941, Adolf Hitler envió en apoyo a los italianos al recién formado Afrika Korps bajo las órdenes del teniente general Erwin Rommel. Rommel sería segundo jefe del Ejército del Norte de África, mandado por el general italiano Italo Gariboldi.
Rommel tenía la misión de mantener la línea del frente y dar apoyo a los italianos, no dejando que los británicos expulsaran a las fuerzas del Eje de África para evitar abrir otro posible frente en el sur de Europa.
A los pocos días de llegar con su ejército, Rommel tomó una posición ofensiva y llevó a las tropas del Eje a una serie de sucesivas victorias, derrotando a las tropas británicas en las batallas de Gazala, Tobruk y Marsa Matruh. En todo momento, el ejército germano-italiano se encontró en clara inferioridad, tanto en tropas como en suministros. Sin embargo, la mala organización del ejército británico permitió varios triunfos.

## Tobruk

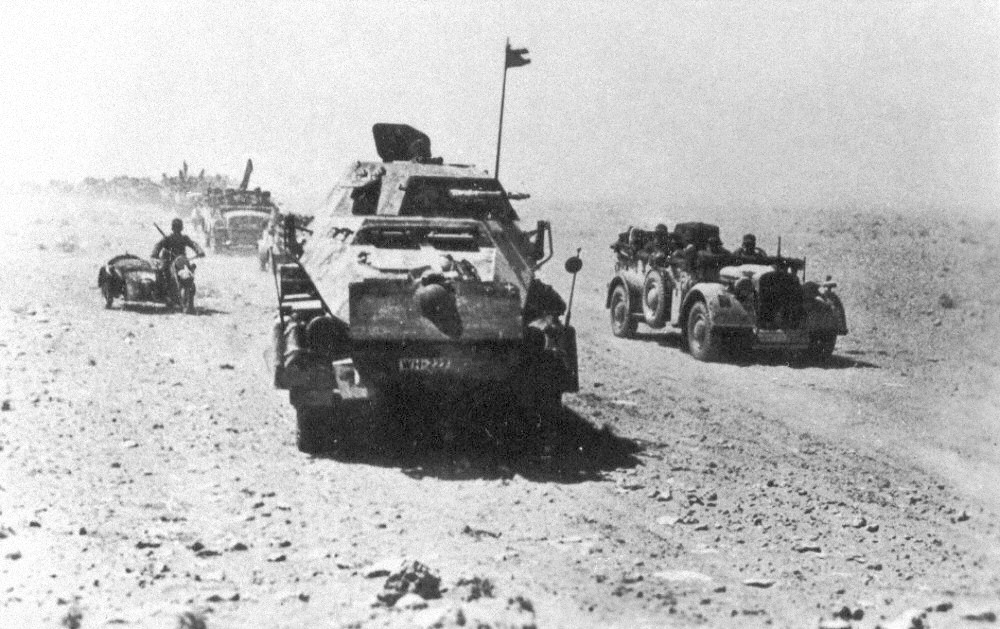
Avance de la 39.ª sección Panzerjäger del Afrika Korps, 1942.

A finales de marzo, el Afrika Korps atacó las tropas británicas presentes en Libia, al mando del general Archibald Wavell. A mediados de abril, los Italianos y alemanes alcanzaron la frontera de Egipto, capturaron al general O'Connor y aislaron el puerto de Tobruk, donde una guarnición australiana trató de resistir. 
Wavell pidió urgentemente refuerzos y en mayo creyó estar en condiciones de emprender un contraataque. A pesar del éxito inicial, resultó un fracaso. En junio trató de organizar una nueva ofensiva, que tampoco fraguó. En julio, Wavell fue relevado y tomó el mando el general Claude Auchinleck. Durante los seis meses siguientes, Auchinleck concentró y organizó sus tropas británicas y de la Commonwealth y comenzó a preparar una campaña cuyo objetivo era liberar Tobruk y recuperar Libia. Tras un intento fallido de romper el cerco de Tobruk en noviembre, las tropas de Auchinleck consiguieron su objetivo el 10 de diciembre en el Sitio de Tobruk, pero con un altísimo precio en hombres y material. Liberada la plaza, los ingleses prosiguieron hasta la ciudad de Bengasi, que ocuparon el 24 del mismo mes.
El 21 de junio de 1942 los alemanes retomaron Tobruk, replegándose el día 28 las fuerzas británicas hacia el oeste. Tras un período de calma de casi cuatro meses, Rommel reanudó la ofensiva el 27 de mayo, llegando a finales de junio a las cercanías de El Alamein. Gracias a la victoria en Tobruk, Rommel ascendió en el escalafón militar y recibió el bastón de Generalfeldmarschall.

## Las batallas de El Alamein

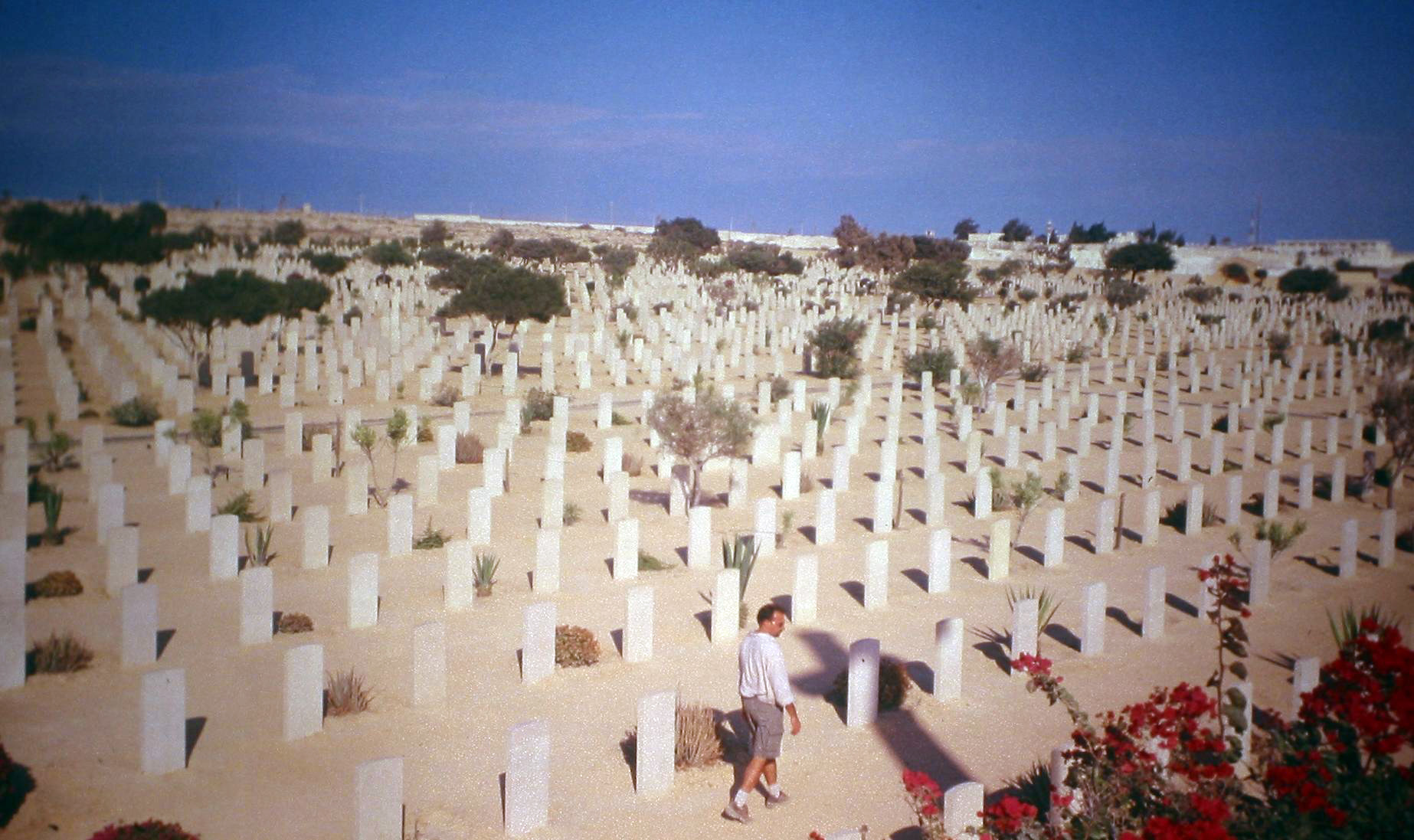
Cementerio militar en El Alamein.

El Alamein es una ciudad que dista 106 km de Alejandría y del Delta del Nilo, objetivo de las fuerzas germano-italianas. Sin embargo, la puesta en marcha de la Operación Azul en la URSS provocó que el centro de atención abandonara África, y con ello los suministros alemanes. Así, el ejército de Rommel comenzó a sufrir enormes problemas de abastecimiento. Además, el 16 de junio un convoy angloestadounidense llegó a Malta y puso fin a los ataques aéreos alemanes sobre la isla. A finales de mes, los aliados comenzaron desde la isla una ofensiva contra los convoyes de aprovisionamiento del Eje que se dirigían al norte de África, dejando a las tropas de Rommel prácticamente abandonadas, sin suministros ni gasolina. Las tropas de Rommel lograron conservar sus posiciones y el 10 de julio iniciaron una serie de pequeños contraataques. Auchinleck reorganizó a sus tropas, ahora mucho más numerosas y prácticamente con ilimitados recursos, en torno a El Alamein, planificando el ataque contra el ya maltrecho Afrika Korps.
El 1 de julio, Rommel, sabedor de que en poco tiempo un gran contingente de tropas estadounidenses llegaría a Egipto como refuerzo de las tropas británicas, aprovechó la última oportunidad que tenía en sus manos para vencer a los británicos y atacó en El Alamein en la Primera Batalla de El Alamein. Sin embargo, no logró rechazar a los británicos y la ofensiva quedó estancada el 27 de julio.
En agosto, Auchinleck fue sustituido como comandante en jefe por el general Harold Alexander, y el teniente general Bernard Law Montgomery tomó el mando en calidad de jefe de operaciones de las fuerzas del Desierto Occidental, agrupadas en torno al Octavo Ejército Británico (conocido como Las Ratas del Desierto). Así, Montgomery organizó un gran ataque contra la frágil línea defensiva del Eje siguiendo el patrón de «guerra de desgaste», lanzándolo el 23 de octubre comenzando la Segunda Batalla de El Alamein. El 3 de noviembre Rommel ordenó lo que quedaba de sus tropas y se retiró de El Alamein.

## Campaña de Túnez

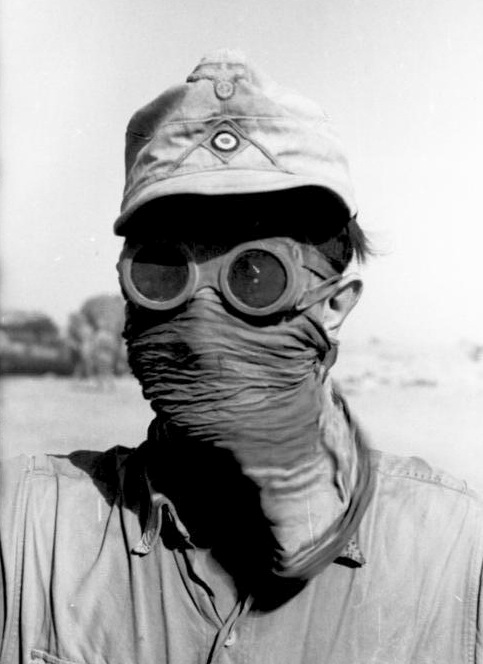
Soldado del Afrika Korps con gafas protectoras y pañuelo para protegerse de las tormentas de arena.

Tras su decisiva victoria en El Alamein, el ejército británico de Bernard Montgomery, empujó hacia el oeste a las tropas alemanas; el 23 de enero de 1943 el 8.º Ejército Británico de Montgomery tomó Trípoli, la capital de la Libia italiana y principal base de suministros de Rommel. Esta eventualidad ya había sido prevista por el alto mando alemán, que había establecido la ciudad de Túnez como su base de suministros, e intentar bloquear a los británicos en la Línea Mareth en el sureste del país. 
Las fuerzas anglo-estadounidenses desembarcadas en Argelia y Marruecos habían penetrado en Túnez entre noviembre y diciembre de 1942 con la idea de ocupar el norte del país antes de que las fuerzas del Eje, en retirada desde Libia, se reagrupasen en la zona. Después de fracasar en el intento, los Aliados dirigieron sus esfuerzos a intentar cortar la retirada hacia Túnez que el ejército alemán se había visto obligado a emprender. Por el oeste la 1.ª División de Infantería norteamericana había establecido una fuerte línea defensiva, mientras que el 8.º ejército británico continuaba el avance desde el sur.

### Batalla de Kasserine
El 19 de febrero, Rommel recibió el control de las divisiones Panzer 10.ª y 21.ª transferidas del 5.º Ejército Panzer de von Arnim y atacaría a través de los pasos de Kasserine y Sbiba hacia Thala y el norte, despejando la zona y amenazando los flancos del I Ejército Británico.
El combate principal se desarrolló en el desfiladero de Kasserine contra las tropas estadounidenses dirigidas por el general Fredendall. Kesserine fue la primera operación importante de los estadounidenses durante la contienda, sufriendo graves pérdidas y retrocediendo 50 km desde sus posiciones originales. Pese a su éxito inicial, la debilidad de las fuerzas italo-alemanas en Túnez les impidió sacar provecho de esta victoria, teniendo que volver rápidamente a sus bases de partida.

## Final
El 6 de marzo de 1943, Rommel fue evacuado debido a una enfermedad y Hitler rechazó el retorno al norte de África por lo que el 23 de febrero de 1943 fue relevado por von Arnim como comandante Supremo del Afrika Korps.
Las tropas del Afrika Korps supervivientes, bajo el mando del von Arnim, capitularon en Túnez el 12 de mayo de 1943. Fueron capturados 130 000 soldados que considerados prisioneros de guerra fueron trasladados a campos de prisioneros en Estados Unidos y Canadá.